# Hebeloma syrjense
Hebeloma syrjense là một loài nấm ở Hymenogastraceae.